# Ідеуе Асако
Ідеуе Асако (яп. 井手上 麻子; нар. 5 травня 1987, Каґосіма, Японія) — японська футболістка, захисниця, виступала в збірній Японії.

## Клубна кар'єра
Під час навчання у Коледжі АСА в Нью-Йорку, виступала за його футбольну команду. Також на молодіжному рівні виступала в «Японському уніерситеті науки та спорту». Дорослу футбольну кар'єру розпочала в клубі «ТЕПКО Марізе». У 2011 році перейшла до «Ніппон ТВ Балеза». Проте вже наступного перейшла до «Мінваі Вегальта Сендай». Футбольну кар'єру завершила в 2015 році.

## Кар'єра в збірній
Дебютувала в футболці збірної Японії 11 травня 2010 року в поєдинку проти Мексики.

## Статистика виступів у збірній
| жіноча національна збірна Японії | жіноча національна збірна Японії | жіноча національна збірна Японії |
| Рік                              | Матчі                            | Голи                             |
| -------------------------------- | -------------------------------- | -------------------------------- |
| 2010                             | 1                                | 0                                |
| Загалом                          | 1                                | 0                                |